# Råbelövs slott
Råbelöv är ett slott i Fjälkestads socken i Kristianstads kommun, några kilometer norr om Kristianstad vid Råbelövssjön. Slottet ägs av familjen Murray.

## Historia
Äldste kände ägaren till Råbelöv var Ingeborg Kjeldsen Krognos, antagligen född i mitten av 1300-talet. Enligt ett bevarat brev från 1408 skänkte hon en del av egendomen, som då hette Fjälkestad, till sin brors svärson, Axel Pedersen Thott. I slutet av 1400-talet övergick egendomen till släkten Bille. Anders Steensen Bille, som fått egendomen i arv efter fadern sålde år 1616 till sin släkting Christoffer Ulfeldt,1583–1653, som lät uppföra den nuvarande huvudbyggnaden 1637. 
Den siste danske innehavaren var den föregåendes son Ebbe Ulfeldt, 1616–1682, gift med Hedvig, grevinna av Slesvig och Holstein. Under hans tid förlade Karl XI hösten 1677 sina trupper i vinterkvarter i nordöstra Skåne. Råbelöv blev på kungens befallning starkt befäst med palissader, vattengravar och i vinklar lagda vallar. Efter Ulfeldts död 1682 övergick Råbelöv till mågen, friherre Carl Gustaf Skytte,1647–1717, som testamenterade den till sin släkting major Karl Henrik Skytte. Denne måste för att täcka en skuld sälja godsen Råbelöv och Odersberga till kapten Ludvig Gustaf von Böhnen, död 1748. Hans änka, Anna Katarina Ridderschantz, gjorde dem till fideikommiss för sina tre döttrar. Därefter tillföll godsen 1795 majoren Johan Göran von Rosen, gift med en brorsdotter till dessa fröknar von Böhnen. Godsen har sedan genom gifte övergått till släkten Kennedy och 2007 genom arv till släkten Murray.